# Drake London
Drake London (Moorpark, 24 luglio 2001) è un giocatore di football americano statunitense che milita nel ruolo di wide receiver per gli Atlanta Falcons della National Football League (NFL).

## Carriera universitaria
Nella sua prima stagione a USC nel 2019, London partì come titolare 9 volte su 13, facendo registrare 39 ricezioni per 567 yard e 5 touchdown. Nel 2020 divenne uno dei migliori ricevitori della squadra. Nel 2021 fu nominato giocatore offensivo dell'anno della Pacific-12 Conference.

## Carriera professionistica
London era considerato da diverse pubblicazioni come una delle prime scelte nel Draft NFL 2022. Il 28 aprile venne scelto come ottavo assoluto dagli Atlanta Falcons, il primo ricevitore chiamato. Debuttò come professionista subentrando nella gara del primo turno contro i New Orleans Saints ricevendo 5 passaggi per 74 yard dal quarterback Marcus Mariota. La settimana successiva segnò il primo touchdown nella sconfitta contro i Los Angeles Rams. Nell'ultimo turno ricevette un massimo stagionale di 120 yard dal quarterback Desmond Ridder, chiudendo l'annata con un record di franchigia per un rookie di 72 ricezioni, superando il primato di Kyle Pitts. Chiuse la sua prima stagione disputando tutte le 17 partite, di cui 15 come titolare, con 866 yard ricevute e 4 touchdown.
Nel quinto turno della stagione 2024, London guidò la squadra con 154 yard ricevute e un touchdown nella vittoria ai tempi supplementari contro i Tampa Bay Buccaneers. Chiuse la stagione al quarto posto nella NFL con 1.271 yard ricevute.